# 이슬람 대테러 군사동맹
이슬람 대테러 군사동맹 또는 줄여서 이슬람 군사동맹(아랍어: التحالف الإسلامي العسكري لمحاربة الإرهاب, 영어: Islamic Military Counter Terrorism Coalition, IMCTC)은 대테러 활동 및 대 IS 군사 개입을 통해 연합한 이슬람 세계 34개국간의 정부간 조직(intergovernmental organization)이자 군사 동맹이다. 세계에서 가장 큰 이슬람권 국가인 인도네시아를 비롯한 다른 10개 이상의 국가들도 이 동맹에 대한 지원을 선언했으며, 아제르바이잔도 동맹에 참여하는 것을 논의했다. 타지키스탄 또한 이 군사 동맹의 가입에 대해 진지하게 논의 중이라고 사우디아라비아 대사관에 전했다. 사우디아라비아는 아프가니스탄도 새로이 창설된 이슬람 대테러 군사 동맹에 초청했다. 사우디아라비아의 리야드가 사령부이다. 이것의 창립은 사우디아라비아의 국방부 장관인 무하마드 빈 살만 알사우드가 2015년 12월 15일 발표했다. 이 동맹은 강력한 군사력을 보유한 파키스탄, 튀르키예, 이집트 등도 포함되어 있다.

## 기구

### 참여국
| 국가           | 군 역할α | 지원 | 참조                        |
| -------------- | -------- | ---- | --------------------------- |
| 바레인         | 예       | 예   | [ 10 ]                      |
| 방글라데시     | 예       | 예   | [ 11 ] [ 12 ] [ 13 ]        |
| 베냉           | 빈칸     | 빈칸 |                             |
| 차드           | 빈칸     | 빈칸 |                             |
| 코모로         | 빈칸     | 빈칸 |                             |
| 코트디부아르   | 빈칸     | 빈칸 |                             |
| 지부티         | 빈칸     | 빈칸 |                             |
| 이집트         | 빈칸     | 예   | [ 11 ]                      |
| 오만           | 예       | 예   | 2016.10 참여                |
| 가봉           | 빈칸     | 빈칸 |                             |
| 기니           | 빈칸     | 빈칸 |                             |
| 요르단         | 빈칸     | 예   | [ 11 ]                      |
| 쿠웨이트       | 빈칸     | 빈칸 |                             |
| 레바논         | 빈칸     | 빈칸 |                             |
| 리비아         | 예       | 예   | [ 14 ]                      |
| 말레이시아     | 예       | 예   | [ 15 ]                      |
| 몰디브         | 빈칸     | 빈칸 |                             |
| 말리           | 빈칸     | 빈칸 |                             |
| 모리타니       | 빈칸     | 빈칸 |                             |
| 모로코         | 빈칸     | 빈칸 |                             |
| 니제르         | 빈칸     | 빈칸 |                             |
| 나이지리아     | 예       | 예   | [ 14 ]                      |
| 파키스탄       | 예       | 예   | [ 15 ] [ 16 ] [ 17 ] [ 18 ] |
| 팔레스타인     | 빈칸     | 빈칸 |                             |
| 카타르         | 빈칸     | 빈칸 |                             |
| 사우디아라비아 | 예       | 예   | [ 19 ] [ 20 ] [ 21 ]        |
| 세네갈         | 빈칸     | 빈칸 |                             |
| 시에라리온     | 빈칸     | 빈칸 |                             |
| 소말리아       | 빈칸     | 빈칸 |                             |
| 수단           | 빈칸     | 빈칸 |                             |
| 토고           | 빈칸     | 빈칸 |                             |
| 튀니지         | 빈칸     | 빈칸 |                             |
| 튀르키예       | 예       | 예   | [ 14 ]                      |
| 아랍에미리트   | 예       | 예   |                             |
| 브루나이       |          |      |                             |
| 감비아         |          |      |                             |
| 기니비사우     |          |      |                             |
| 부르키나파소   |          |      |                             |
| 예멘           | 빈칸     | 빈칸 |                             |

^α  이 국가들은 필요할 때면 군사적 지원을 해 주기로 했다.

### 참여 가능 국가
이 국가들은 회원국이 될 가능성이 높지만 이 동맹에 참여하지는 않았다.
| 국기         | 상황 | 참조        |
| ------------ | ---- | ----------- |
| 아제르바이잔 | 미정 | [ 4 ]       |
| 인도네시아   | 미정 | [ 3 ]       |
| 타지키스탄   | 미정 | [ 5 ] [ 6 ] |